# Tortora (araldica)
In araldica la tortora (Streptopelia) simboleggia l'amore coniugale ed è usata frequentemente come arma parlante.

## Galleria d'immagini

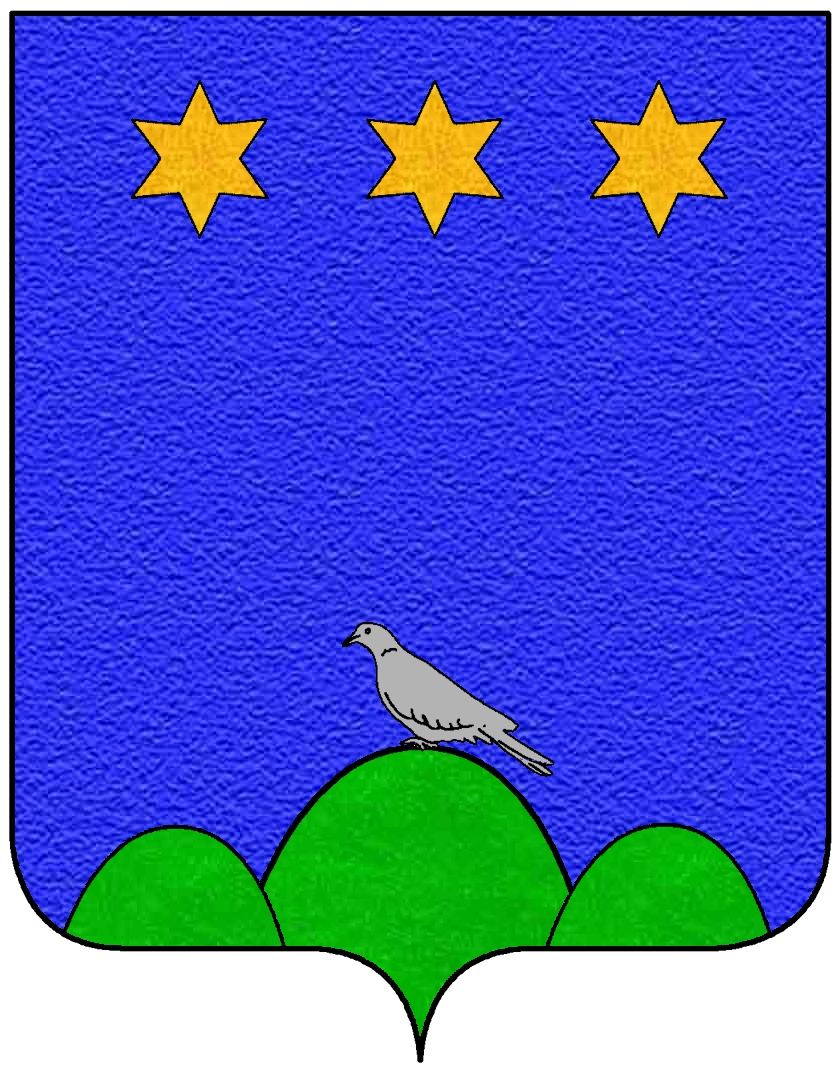
Una tortora al naturale nello stemma della famiglia Tortora di Napoli
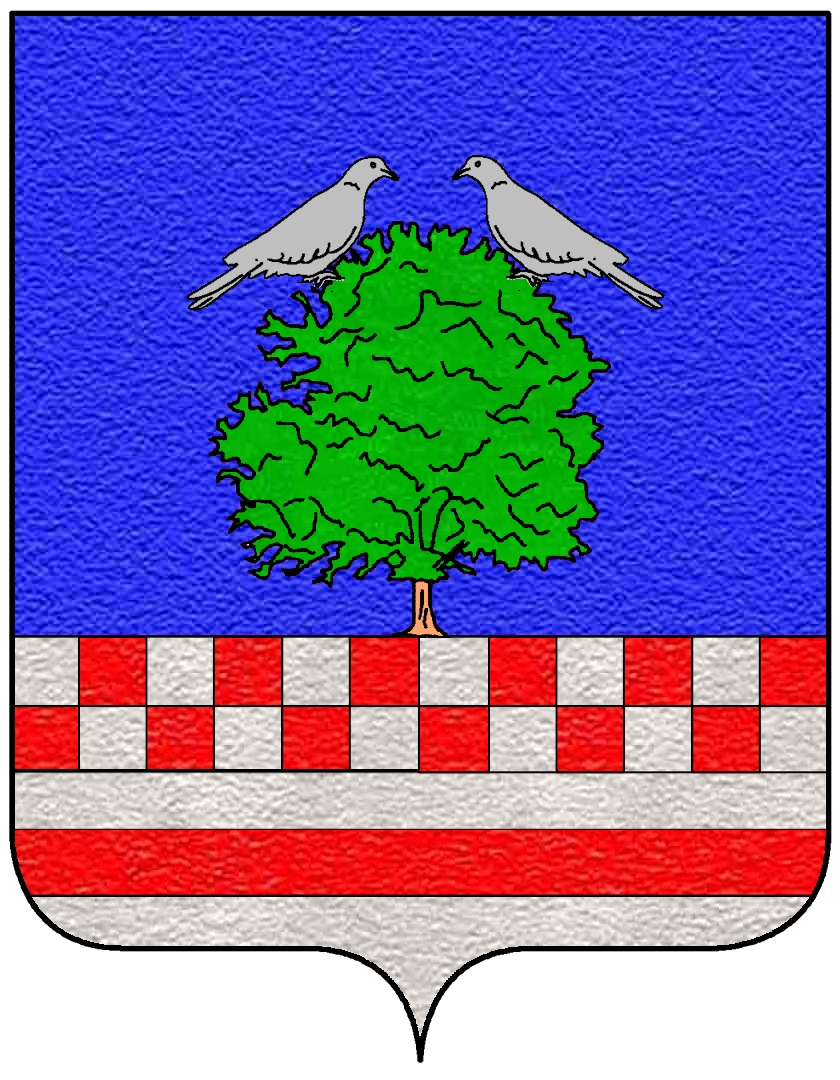
Due tortore affrontate e posate sulla sommità di un noce, il tutto al naturale (famiglia Tortorici di Vignagrande, Sicilia)
D'azzurro, al cipresso sradicato d'oro, cimato da una tortora d'argento (Furmeyer, Francia)